# Deutscher Tennis Bund
Deutscher Tennis Bund (DTB) är det tyska tennisförbundet, och bildades 1902 med Carl August von der Meden som ordförande. Han behöll ordförandeklubban till 1911.